# Spider-Man and Venom: Maximum Carnage
Spider-Man and Venom: Maximum Carnage är ett sidscrollande actionspel utvecklat av Software Creations och utgivet av LJN till SNES och Sega Mega Drive 1994. Spelet är baserat på serietidningen med samma namn, och innehåller hjältar som Spider-Man, Venom och deras vänner Captain America, Black Cat, Iron Fist, Cloak & Dagger, Deathlok, Morbius och Firestar, som skall besegra Carnage, med bland andra Shriek, Doppelganger, Demogoblin och Carrion.

### Fotnoter
1. ↑  ”Spider-Man and Venom: Maximum Carnage (SNES)”. Neoseeker.com. 11 september 2012. http://www.neoseeker.com/Games/Products/SNES/spiderman_and_venom_maximum_carnage/. Läst 14 maj 2014.